# 施瓦札河

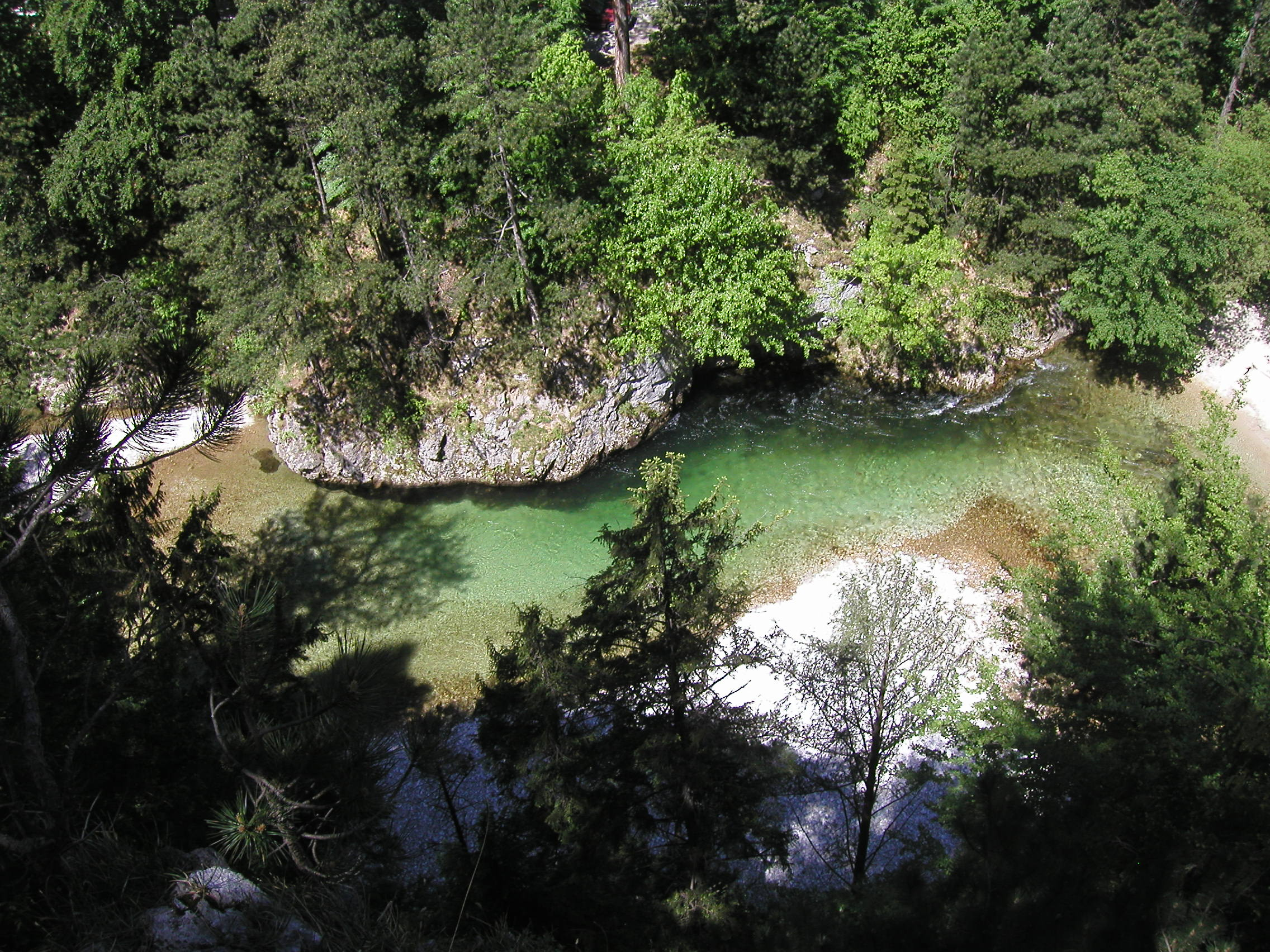
河流一景

施瓦札河（Schwarza）是下奧地利邦的河流，萊塔河的源頭，全長48公里，與皮滕河匯流後注入萊塔河。
河水流經幾個工程渠道穿過諾因基興鎮。它為一些小型水電站提供動力。
74°44′N 16°13′E / 74.733°N 16.217°E